# Селькирк, Александр
Алекса́ндр Се́лькирк (англ. Alexander Selkirk, Selcraig, 1676 — 13 декабря 1721) — шотландский моряк, бывший пират, который провёл 4 года и 4 месяца (в 1704—1709 годах) на необитаемом острове Мас-а-Тьерра (ныне — Робинзон-Крузо в составе архипелага Хуан-Фернандес) в Тихом океане, в 640 километрах от побережья Чили.
По одной из версий, послужил прототипом Робинзона Крузо — литературного героя романа Даниеля Дефо.

## Биография

### Ранние годы
Александр Селькирк родился в рыбацкой деревне Нижнее Ларго, в шотландском графстве Файф, Великобритания в семье сапожника Джона Селькирка.
Отец хотел, чтобы Александр продолжил его дело, но юноша мечтал о морских странствиях и в августе 1695 года сбежал из дома, вернувшись домой только в 1701 году. Где 6 лет пропадал Селькирк, доподлинно неизвестно, возможно, он примкнул к буканьерам на Карибских островах.

### Экспедиция Селькирка
В 1703 году 27-летний Селькрейг был назначен боцманом судна «Сэнк пор», которое входило в состав флотилии под командованием Уильяма Дампира, и благодаря записи в корабельном журнале превратился из Селькрейга в Селькирка. В 1704 году экспедиция отправилась к берегам Южной Америки. Вспыльчивый и своенравный, он постоянно вступал в конфликты с лейтенантом Томасом Страдлингом. После очередной ссоры, которая произошла возле острова Мас-а-Тьерра, Селькирк попросил, чтобы его высадили; капитан немедленно удовлетворил его требование. Позже моряк просил капитана отменить своё распоряжение, но тот был неумолим, и Селькирк смог покинуть остров только более, чем через четыре года на одном из кораблей экспедиции Вудса Роджерса.
Согласно одной из легенд, Селькирк в подробностях рассказал Роджерсу о своих приключениях, и капитан записал его историю в книге «Кругосветное путешествие». Воспоминаниями моряка воспользовался Даниэль Дефо, который лично познакомился с боцманом в обычной пивной Llandoger Trow. Благодаря писателю историю Александра Селькирка как историю Робинзона Крузо узнал весь мир.
Вернувшись в 1711 году в родной городок Ларго, Селькирк поначалу жил спокойно; посещал пивные, где рассказывал о своих приключениях. Судя по воспоминаниям современников, он был неплохим рассказчиком. Так, сэр Ричард Стил в 1713 году отмечал в журнале «Англичанин», что «его очень интересно слушать, он трезво мыслит и весьма живо описывает пребывание души на разных этапах столь длительного одиночества».

### Дальнейшая жизнь
Однако Селькирк так и не смог привыкнуть к новой обстановке. Он поступил в королевский флот в чине лейтенанта и умер на борту судна «Веймут». Согласно записям судового журнала, смерть наступила в 8 часов вечера 13 декабря 1721 года; причиной её послужила, скорее всего, жёлтая лихорадка. Селькирк был похоронен в море у берегов Западной Африки.

### Жизнь на острове
У Александра Селькирка были вещи, необходимые для выживания: ружьё, запас пороха и пуль к нему, топор, нож, огниво, котёл, пара фунтов табака, сундучок, навигационные приборы, Библия, другие книги духовного содержания и трактаты по навигации. Страдая от одиночества, Селькирк привыкал к острову и приобретал постепенно необходимые навыки выживания. Поначалу его рацион был скудным — он питался моллюсками, но со временем освоился и обнаружил на острове одичавших домашних коз. Когда-то здесь жили испанские колонисты, привёзшие с собой этих животных, но после того, как они покинули остров, козы одичали. Он охотился на них, тем самым добавив в свой рацион столь необходимое для него мясо. Вскоре Селькирк приручил их и получал от них молоко. Также на острове обитали морские львы, тюлени, черепахи, многочисленные птицы. Из растительных культур он обнаружил дикие репу, капусту и чёрный перец, а также некоторые ягоды.
Опасность для него представляли крысы, но, на его счастье, на острове жили и дикие кошки, ранее привезённые людьми. В их компании он мог спать спокойно, не боясь грызунов. Поначалу Селькирк жил в пещере, но затем он построил себе две хижины из дерева пименты лекарственной, и наблюдательный пост, откуда наблюдал за океаническим горизонтом.
Когда запасы пороха подошли к концу, Селькирк был вынужден охотиться на коз без ружья, бегая за ними на огромной скорости. Преследуя одну из них, он как-то раз так увлёкся своей погоней, что не заметил обрыв, в который и упал, потеряв на некоторое время сознание. Очнувшись, Селькирк обнаружил под собой тело преследовавшейся козы, ставшей подобием «амортизатора». Полежав какое-то время в обрыве, он вернулся в одну из своих хижин, в которой он отлёживался ещё 10 дней, не имея сил встать.
Чтобы не забыть английскую речь, он постоянно читал вслух Библию. Не сказать, чтобы он был набожным человеком — так он слышал человеческий голос. Когда его одежда стала изнашиваться, он сшил одежду из козьих шкур. Будучи сыном кожевника, Селькирк хорошо знал, как нужно выделывать шкуры. Вместо иголки он использовал гвоздь. После того, как его ботинки износились, он не стал делать себе новые, потому что его ноги, загрубевшие от мозолей, позволяли ходить без обуви. Также он нашёл старые обручи от бочек и смог изготовить из них подобие ножа, а кубок сделал себе из скорлупы кокоса.
Однажды на остров прибыли два судна, оказавшиеся испанскими, а Англия и Испания в те времена были врагами (шла война за Испанское наследство). Испанцы напали на Селькирка и он был вынужден скрываться на дереве в глубине острова.
Спасение пришло к нему 1 февраля 1709 года. Это было английское судно «Герцог», с капитаном Вудсом Роджерсом, который назвал Селькирка губернатором острова.
Жизнь Робинзона Крузо в одноимённом романе Дефо была более красочной и насыщенной событиями. После долгих лет одиночества отшельник сумел завести себе друга, чего не случилось с Селькирком. Не встречал Александр и кровожадных индейцев-каннибалов, как это было описано в книге.

## Интересные факты

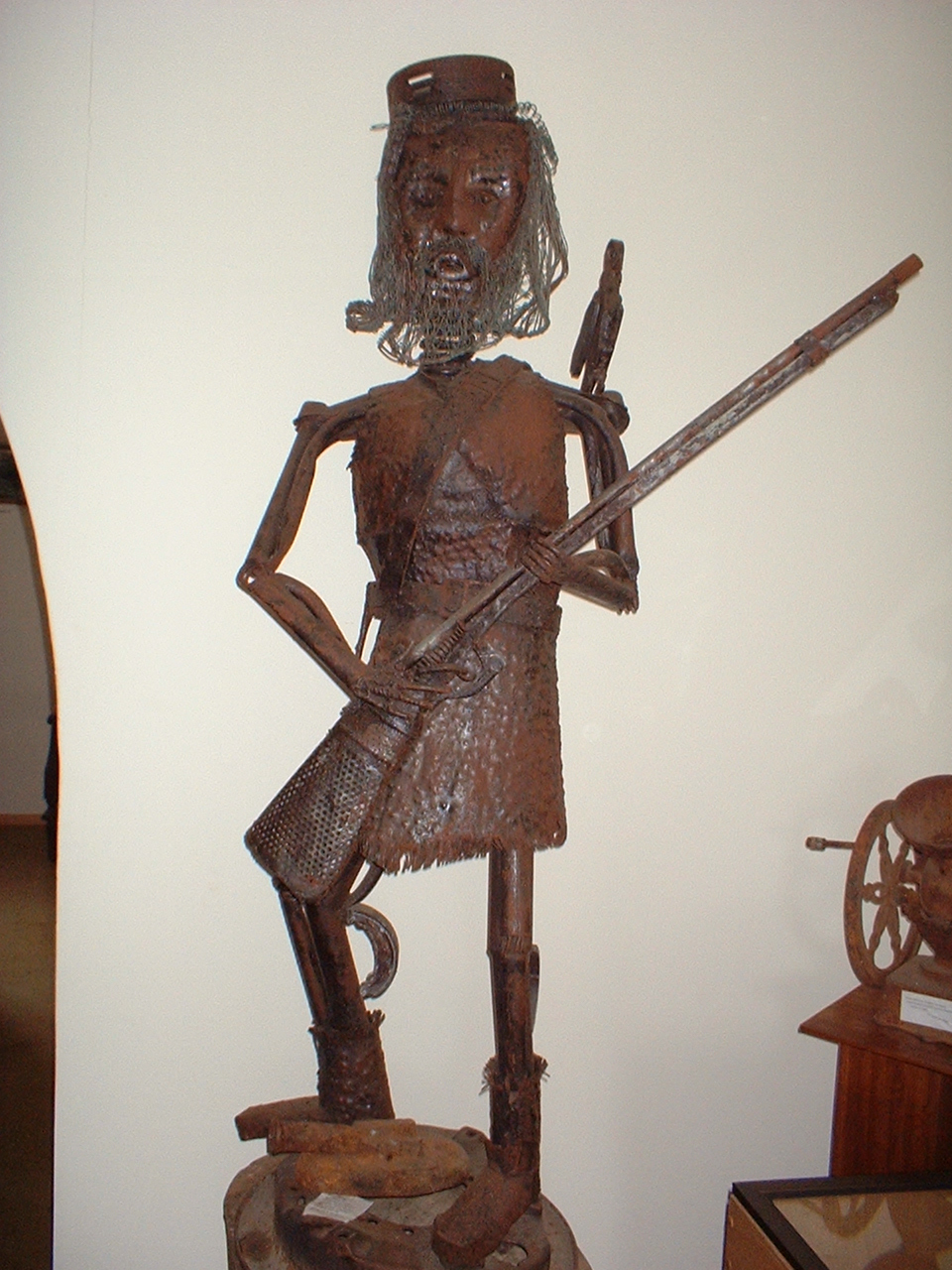
Статуэтка, изображающая Александра Селькирка

Непосредственно в честь моряка был назван расположенный неподалёку от острова Робинзон-Крузо остров Александр-Селькирк.
В 2008 году учёными британского Общества постсредневековой археологии было обнаружено место стоянки Александра Селькирка. Находки археологов позволяют предположить, что, находясь на острове, моряк построил у ручья два шалаша и наблюдательный пункт, с которого можно было видеть проходящие корабли. Там же была найдена пара навигационных приборов начала XVIII века, которые, как полагают, принадлежали Селькирку: капитан корабля, обнаруживший шотландца, упоминал, что вместе с человеком на борт были подняты и какие-то математические инструменты.
В родном городе Александра Селькирка, Нижнем Ларго, сохранился дом, в котором родился Селькирк. В доме можно увидеть пару пистолетов, принадлежавших Селькирку, и кубок, сделанный им на острове из скорлупы кокоса. Также в его родном городе установлен памятник моряку.